# 잔 카르니치니크
잔 카르니치니크(슬로베니아어: Žan Karničnik, 1994년 9월 18일 ~ )는 슬로베니아의 프로 축구 선수로, 현재 슬로베니아 프르바리가의 첼레와 슬로베니아 국가대표팀에서 수비수로 활약하고 있다.

## 구단 경력
카르니치니크는 슬로베니아 클럽 드라보그라드의 유소년 팀에서 뛰다가 2013년에 스티리안 리그의 라들레오브드라비로 이적하여 시니어 경력을 시작했다. 2015-16년 시즌이 시작되기 전, 그는 프르바리가의 마리보르와 계약하여 슬로베니아 3부 리그에서 뛰고 있는 리저브 팀 마리보르 B에 속해 있었다. 마리보르 B에서 두 시즌 동안 주전으로 활약한 후, 그는 2017년 5월에 3-1로 패한 알루미니와의 경기에서 마리보르 1군에서 처음이자 유일한 경기에 출전했다.
2017년 7월 26일, 카르니치니크는 슬로베니아 2부 리그의 무라에 입단했다. 무라에서의 첫 시즌을 마친 후, 클럽은 리그 우승을 차지했고, 따라서 프르바리가로 승격되었다. 2020-21년 시즌, 카르니치니크는 34경기에 출전하여 무라와 함께 프르바리가 우승을 차지했는데, 이는 클럽 역사상 최초의 국내 리그 우승이었다.
2022년 1월, 카르니치니크는 불가리아 챔피언 루도고레츠 라즈그라드로 이적했다. 루도고레츠 소속으로 2021-22년 시즌 국내 타이틀을 거머쥐었고, 시즌 후반기에 11번의 리그 경기에 출전했다. 2022년 여름 출전 시간 부족으로 루도고레츠를 떠날 예정이었고, 노르웨이 팀 릴레스트룀과 계약할 위기에 처했지만, 이미 이적 시장이 마감된 뒤 서류가 너무 늦게 발송돼 이적이 취소됐다. 2022-23년 시즌 초반 5경기 출전에 그쳤던 그는 2022년 12월 슬로베니아로 돌아와 1년 임대로 첼레에 합류했다. 성공적인 임대 기간을 보낸 후, 카르니치니크는 2024년 1월 영구 임대로 첼레에 합류했다.  클럽과 함께, 그는 2023-24년 시즌 슬로베니아 1부 리그 우승을 차지했고, 리그 34경기에 출전해 4골을 넣었다.

## 국가대표팀 경력
카르니치니크는 2021년 10월 8일에 열린 몰타와의 2022년 FIFA 월드컵 예선 전에서 슬로베니아 국가대표팀 데뷔 전을 치렀다.
2024년 6월, 그는 슬로베니아의 마티아시 케크 감독에 의해 UEFA 유로 2024에 출전할 선수단에 소집되었다. 그는 대회에서 슬로베니아 4경기에 모두 90분을 뛰었고, 세르비아와의 조별 리그 1-1 무승부에서도 골을 넣었다.